# Crepis capillaris
La radicchiella capillare (nome scientifico Crepis capillaris (L.) Wallr., 1840) è una pianta angiosperma dicotiledone della famiglia delle Asteraceae.

## Etimologia
L'etimologia del nome generico (Crepis) non è molto chiara. In latino Crèpìs significa pantofola, sandalo e i frutti, di alcune specie di questo genere, sono strozzati nella parte mediana ricordando così (molto vagamente) questo tipo di calzare. Inoltre lo stesso vocabolo (krepis) nell'antica Grecia indicava il legno di Sandalo e anche una pianta non identificata descritta da Teofrasto. Non è chiaro quindi, perché Sébastien Vaillant (botanico francese, 1669 - 1722) abbia scelto proprio questo nome per indicare il genere della presente specie. L'epiteto specifico (capillaris) deriva dal latino e significa "ciglia".
Il binomio scientifico di questa pianta inizialmente era Crepis virens, proposto dal botanico Carl von Linné (1707 – 1778) biologo e scrittore svedese, considerato il padre della moderna classificazione scientifica degli organismi viventi, nella pubblicazione "Species Plantarum" del 1763 (altre fonti definiscono un diverso basionimo: Lapsana capillaris L.), modificato successivamente in quello attualmente accettato proposto dal botanico germanico Wallr. (1792-1857) nella pubblicazione "Erster Beitrag zur Flora hercynica" del 1840.

## Descrizione

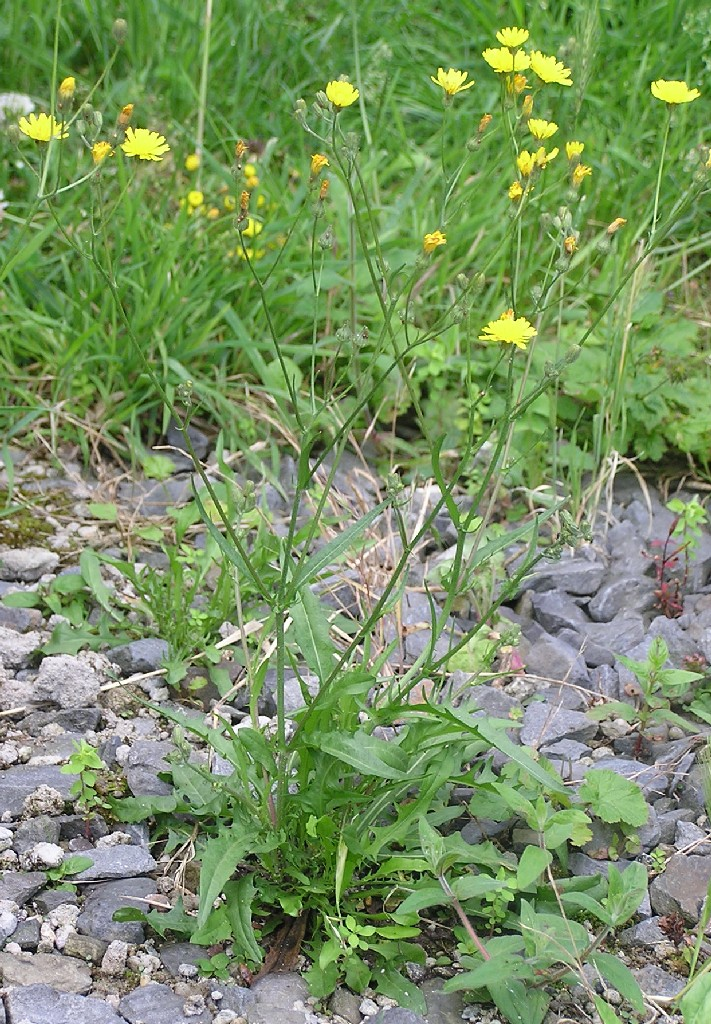
Portamento

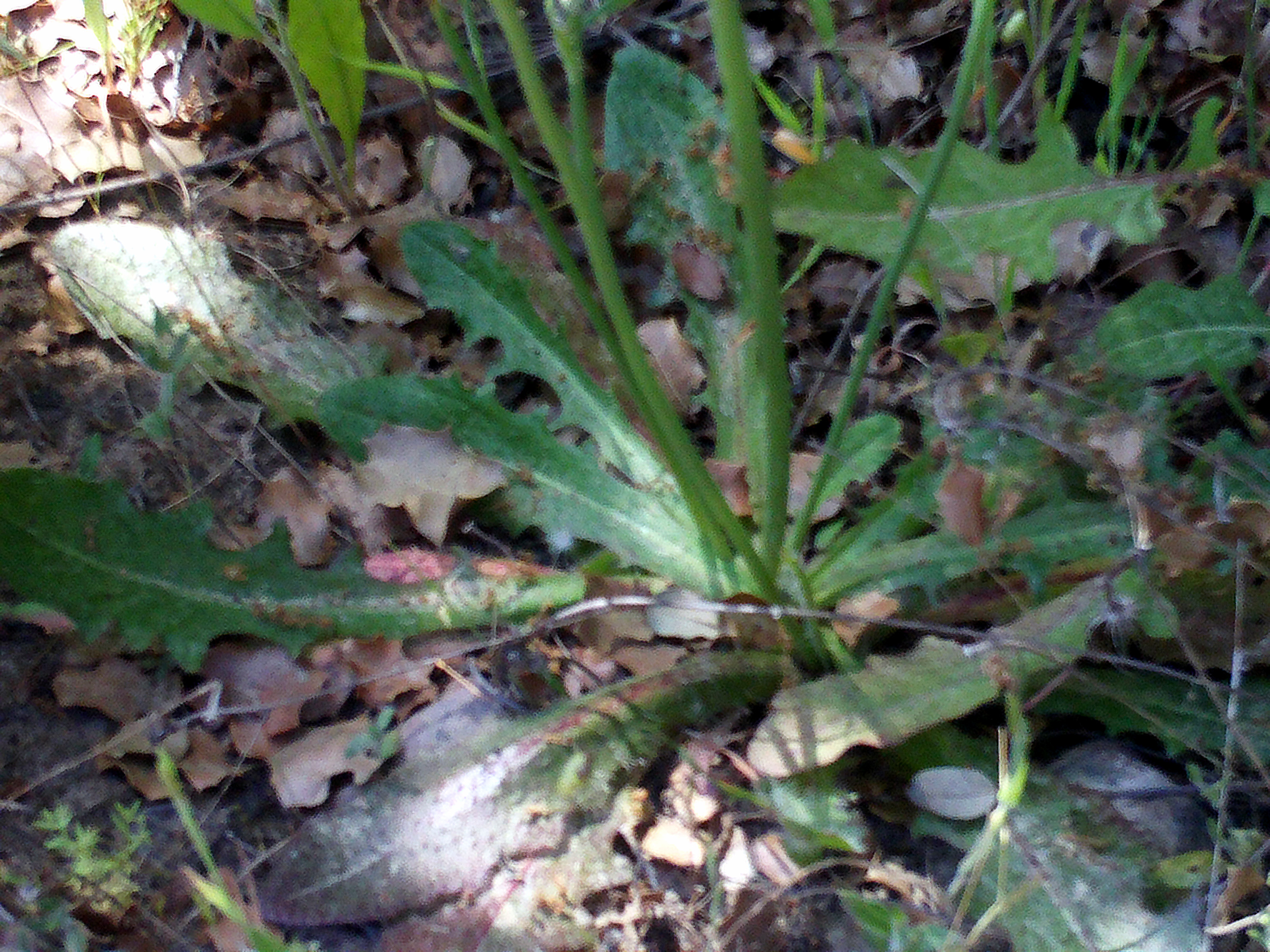
Le foglie

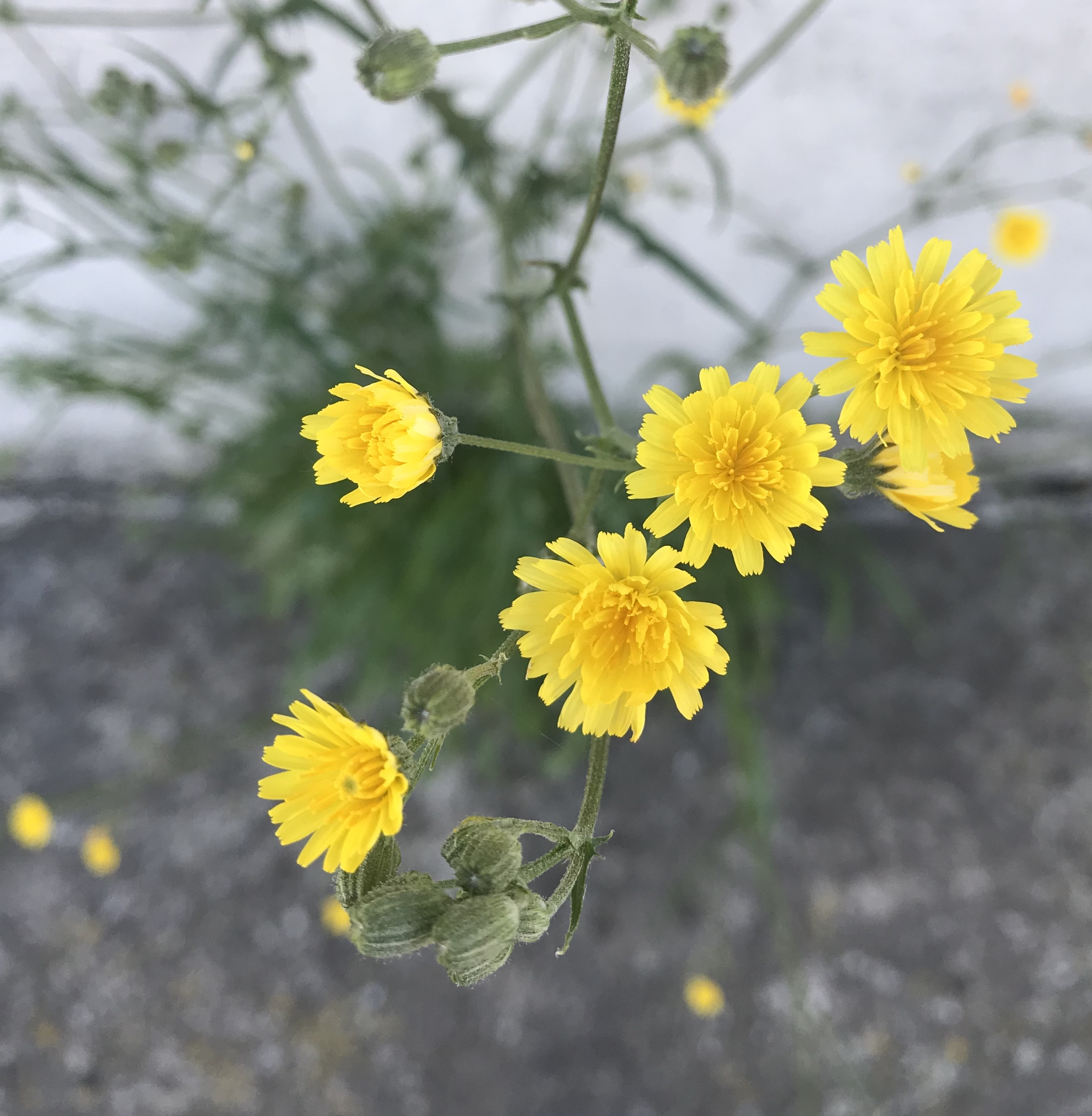
Infiorescenza

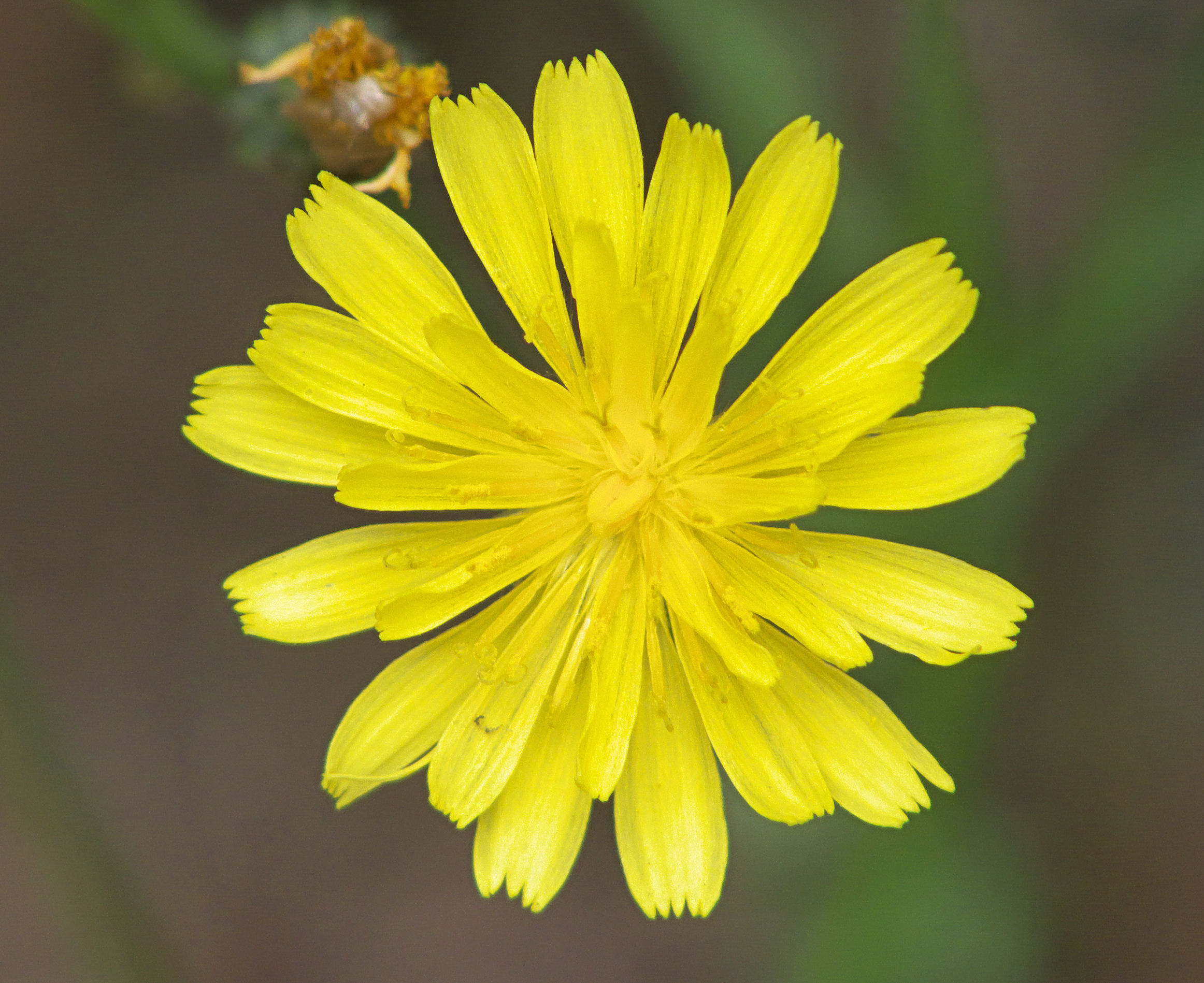
I fiori

Habitus. La pianta di questa specie è una erbacea annuale (raramente può essere bienne). La forma biologica è terofita scaposa (T scap), ossia sono piante erbacee che differiscono dalle altre forme biologiche poiché, essendo annuali, superano la stagione avversa sotto forma di seme e sono munite di asse fiorale eretto e spesso privo di foglie (raramente possono essere anche bienni). Tutta la pianta è glabra (o quasi). Gli steli contengono abbondante latice amaro.
Radici. Le radici sono grosse e verticali (dei fittoni poco profondi).
Fusto. La parte aerea del fusto è eretta con ramificazioni fin dalla base. Ogni pianta può avere al massimo 6 gambi. Il fusto è colorato di verde chiaro con venature violette. Queste piante arrivano ad un'altezza compresa tra 1 e 9 dm.
Foglie. Le foglie si dividono in basali e cauline.
- Foglie basali: hanno il picciolo e formano una rosetta; la lamina ha una forma da lanceolata a spatolata con bordi interi o dentati (le foglie possono essere anche del tipo pennato-lobate con lobi roncinati). Dimensione delle foglie basali: larghezza 2 - 4,5 cm; lunghezza 6 – 30 cm.
- Foglie cauline: le foglie cauline, di tipo amplessicaule, sono più ristrette con denti basali allungati. Le foglie lungo il caule sono disposte in modo alterno.

Infiorescenza. Le infiorescenze sono composte da capolini (da 10 a 15) peduncolati terminali, eretti e molto numerosi; sono eretti anche prima dell'antesi. I capolini sono formati da un involucro composto da brattee (o squame) disposte su 2 serie (interne ed esterne) all'interno delle quali un ricettacolo fa da base ai fiori tutti ligulati. L'involucro è cilindrico; alla fine è piriforme. Le squame esterne (in numero di 8) sono lunghe da 1/3 a 1/2 rispetto a quelle interne che sono lunghe 2 – 4 mm, sono tomentose all'esterno (all'interno sono glabre); quelle interne (in numero da 8 a 16) hanno margini scariosi e apici acuti; entrambe sono glabre sulla faccia interna. Il ricettacolo è privo di pagliette e inoltre è glabro. Lunghezza dei peduncoli: 5 – 65 cm. Dimensione dei capolini: 10 mm. Dimensione dell'involucro: larghezza 3 – 8 mm; lunghezza 5 – 9 mm.
Fiori. I fiori (da 20 a 60 per capolino), tutti ligulati, sono tetra-ciclici (ossia sono presenti 4 verticilli: calice – corolla – androceo – gineceo) e pentameri (ogni verticillo ha in genere 5 elementi). I fiori sono ermafroditi, fertili e zigomorfi.
- Formula fiorale:

*/x K {\displaystyle \infty }, [C (5), A (5)], G 2 (infero), achenio
- Calice: i sepali del calice sono ridotti ad una coroncina di squame.
- Corolla: le corolle sono formate da una ligula terminante con 5 denti (è la parte finale dei cinque petali saldati fra di loro). La corolla è colorata di giallo (rosso nella parte abassiale). Lunghezza della ligula: 7,5 – 12 mm.
- Androceo: gli stami sono 5 con filamenti liberi e distinti, mentre le antere sono saldate in un manicotto (o tubo) circondante lo stilo.[17] Le antere alla base sono acute. Il polline è tricolporato.[18]
- Gineceo: lo stilo è filiforme. Gli stigmi dello stilo sono due divergenti e ricurvi con la superficie stigmatica posizionata internamente (vicino alla base).[19] L'ovario è infero uniloculare formato da 2 carpelli. Lo stilo è colorato di giallo; gli stigmi sono lunghi 1,2 - 1,5 mm.
- Fioritura: da maggio a luglio (settembre).

Frutti. I frutti sono degli acheni senza becco e con pappo. Gli acheni di colore bruno, sono lunghi 1,4 - 2,5 mm con 10 coste (o nervature) longitudinali lisce. Sono inoltre dimorfi: quelli dei fiori esterni sono un po' incurvati. Il pappo, lungo 3 – 4 m, è bianco e soffice.

## Biologia
- Impollinazione: l'impollinazione avviene tramite insetti (impollinazione entomogama tramite farfalle diurne e notturne).
- Riproduzione: la fecondazione avviene fondamentalmente tramite l'impollinazione dei fiori (vedi sopra).
- Dispersione: i semi (gli acheni) cadendo a terra sono successivamente dispersi soprattutto da insetti tipo formiche (disseminazione mirmecoria). In questo tipo di piante avviene anche un altro tipo di dispersione: zoocoria. Infatti gli uncini delle brattee dell'involucro si agganciano ai peli degli animali di passaggio disperdendo così anche su lunghe distanze i semi della pianta.

## Distribuzione e habitat

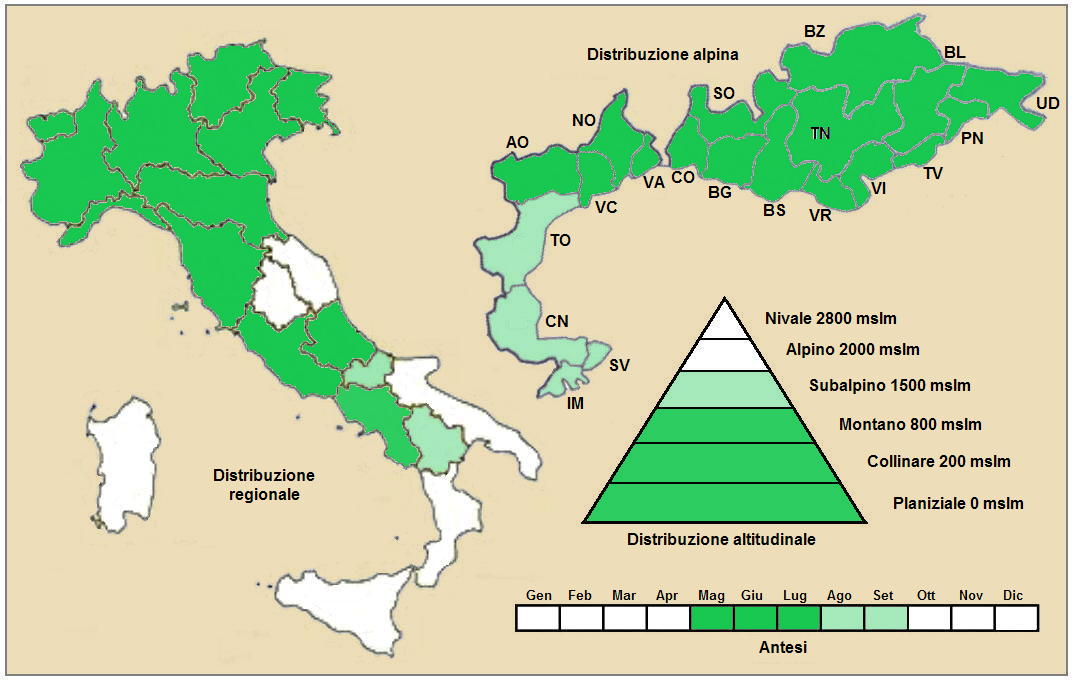
Distribuzione della pianta
(Distribuzione regionale – Distribuzione alpina)

- Geoelemento: il tipo corologico (area di origine) è Centro Europeo - Subatlantico.
- Distribuzione: in Italia questa specie è rara ed è presente solamente al nord. In Europa si trova su tutti i rilievi collegati alle Alpi (escluse le Alpi Dinariche).[21] A quote planiziali è presente in tutta Europa (naturalizzata nell'Europa orientale e nel nord)[6]
- Habitat: l'habitat tipico sono gli incolti, i campi, le zone ruderali, le massicciate e lungo le vie; ma anche i prati e i pascoli mesofili. Il substrato preferito è sia calcareo che siliceo con pH neutro, medi valori nutrizionali del terreno che deve essere mediamente umido.[21]
- Distribuzione altitudinale: sui rilievi queste piante si possono trovare fino a 600 m s.l.m.; frequentano quindi i seguenti piani vegetazionali: collinare, montano e in parte quello subalpino (oltre a quello planiziale – a livello del mare).

### Fitosociologia
Dal punto di vista fitosociologico alpino Crepis capillaris appartiene alla seguente comunità vegetale:
Formazione: delle comunità delle macro- e megaforbie terrestri
Classe: Molinio-Arrhenatheretea
Ordine: Arrhenatheretalia elatioris
Alleanza: Cynosurion

## Tassonomia
La famiglia di appartenenza di questa voce (Asteraceae o Compositae, nomen conservandum) probabilmente originaria del Sud America, è la più numerosa del mondo vegetale, comprende oltre 23.000 specie distribuite su 1.535 generi, oppure 22.750 specie e 1.530 generi secondo altre fonti (una delle checklist più aggiornata elenca fino a 1.679 generi). La famiglia attualmente (2021) è divisa in 16 sottofamiglie.
Crepis capillaris appartiene a un genere (Crepis) abbastanza numeroso comprendente dalle 200 alle 300 specie (secondo le varie classificazioni), diffuse soprattutto nell'emisfero boreale (Vecchio Mondo), delle quali quasi una cinquantina sono proprie della flora italiana.

### Filogenesi
Il genere di questa voce appartiene alla sottotribù Crepidinae della tribù Cichorieae (unica tribù della sottofamiglia Cichorioideae). In base ai dati filogenetici la sottofamiglia Cichorioideae è il terz'ultimo gruppo che si è separato dal nucleo delle Asteraceae (gli ultimi due sono Corymbioideae e Asteroideae). La sottotribù Crepidinae fa parte del "quarto" clade della tribù; in questo clade è in posizione "centrale" vicina alle sottotribù Chondrillinae e Hypochaeridinae.
La sottotribù è divisa in due gruppi principali uno a predominanza asiatica e l'altro di origine mediterranea/euroasiatica. Da un punto di vista filogenetico, all'interno della sottotribù, sono stati individuati 5 subcladi. Il genere di questa voce appartiene al subclade denominato "Crepis-Lapsana-Rhagadiolus clade", composto dai generi Crepis L., 1753, Lapsana L., 1753 e Rhagadiolus Juss., 1789. Dalle analisi Crepis risulta parafiletico (per cui la sua circoscrizione è provvisoria).
Nella "Flora d'Italia" le specie italiane di Crepis sono suddivise in 4 gruppi e 12 sezioni in base alla morfologia degli acheni, dell'involucro e altri caratteri (questa suddivisione fatta per scopi pratici non ha valore tassonomico). La specie di questa voce appartiene al Gruppo 3 (gli involucri dei capolini sono pubescenti per peli ghiandolari; gli acheni sono più o meno uniformi e senza un becco distinto ma con un apice progressivamente attenuato) e alla Sezione I (a volte i peli ghiandolari sono assenti).
I caratteri distintivi per la specie di questa voce sono:
- i capolini sono eretti prima dell'antesi;
- dimensione dell'involucro: larghezza 3 - 8 mm; lunghezza 5 – 9 mm;
- le brattee involucrali sono glabre nella parte interna;
- gli involucri dei capolini sono pubescenti per peli ghiandolari nerastri;
- gli acheni sono più o meno uniformi;
- gli acheni sono senza un becco distinto ma con un apice progressivamente attenuato;

Il numero cromosomico della specie è: 2n = 6, 7, 9 e 12.

### Specie simili
Allo stesso gruppo e sezione appartengono le seguenti specie:
- Crepis capillaris (L.) Wallr. - Radichiella capillare: prima dell'antesi i capolini sono eretti; l'involucro è lungo 5 – 8 mm; il ricettacolo è glabro; il colore dei frutti acheni è bruno-scuro e sono lunghi 1,5 - 2,5 mm.
- Crepis magellensis  F.Conti & Uzunov - Radichiella della Maiella: tutte le foglie sono basali; gli acheni hanno da 13 a 20 coste.
- Crepis mollis (Jacq.) Asch. - Radichiella pubescente: le brattee esterne dell'involucro sono lunghe meno della metà di quelle interne; gli acheni sono colorati di bruno-rossastro.
- Crepis biennis L. - Radichiella dei prati: l'infiorescenza è del tipo corimboso; le squame dell'involucro sono appena pelose e quelle esterne sono lunghe un po' più della metà di quelle interne; i fiori ligulati sono lunghi 12 – 18 mm.
- Crepis bithynica  Boiss.: le radici non sono stolonifere; i fusti sono densamente pubescenti; le foglie non sono carnose ma hanno dei peli ghiandolari.

In particolare la pianta di questa voce può essere confusa con la specie Crepis neglecta L.. La negletta si differenzia in quanto è pelosa; i capolini sono eretti solo dopo l'antesi; l'involucro è meno lungo; le squame esterne sono meno lunghe; gli acheni sono più lunghi.

## Altre notizie
La crepide capillare in altre lingue è chiamata nei seguenti modi:
- (DE)  Kleinköpfiger Pippau, Dünnästiger Pippau
- (FR)  Crépide capillaire
- (EN)  Smooth Hawk's-beard

### Sinonimi
Sono elencati alcuni sinonimi per questa entità:
- Berinia stricta Sch.Bip.
- Crepis agrestis  Waldst. & Kit. ex Willd.
- Crepis bauhiniana  Tausch
- Crepis candollei  Sch.Bip.
- Crepis capillaris subsp. arvensis  (Waldst. & Kit.) R.Knapp
- Crepis capillaris f. bischoffii  Soó
- Crepis capillaris f. integra  (Bischoff) Soó
- Crepis cooperi  A.Gray
- Crepis diffusa  DC.
- Crepis dioscoridis  Pourr. ex Willk. & Lange
- Crepis gaditana  Boiss.
- Crepis lanceolata  Kit.
- Crepis leiosperma  Gaudich. ex DC.
- Crepis linifolia  Thuill.
- Crepis longe-pinnatifida  Chevall.
- Crepis lusitanica  Boiss. ex Sch.Bip.
- Crepis neglecta  M.Bieb.
- Crepis nemorum  Pourr. ex Willk. & Lange
- Crepis parviflora  Moench
- Crepis pinnatifida  Willd.
- Crepis polymorpha  Wallr.
- Crepis pulchra  Scop. ex Steud.
- Crepis sagittata  Schur
- Crepis tectorum  Huds.
- Crepis umbellata  Thuill.
- Crepis uniflora  Thuill.
- Crepis variabilis  Krock.
- Crepis virens  L.
- Hieracium pulchrum  Froel. ex Steud.
- Hieracium virens  (Vill.) Karsch
- Lapsana capillaris  L.
- Malacothrix crepoides  A.Gray